# Teimer (Berg)
Der Teimer ist ein 325,7 m ü. NHN hoher Berg im Gebiet der Gemeinde Kalletal im nordrhein-westfälischen Kreis Lippe in Deutschland.

## Geographie
Der Teimer ist Teil des Lipper Berglands, er liegt zwischen dem Kalletaler Ortsteil Bavenhausen im Norden, Niedermeien im Osten, Rentorf im Süden und dem Weiler Waterloo im Westen.

## Geologie
Zum größten Teil besteht der Teimer aus Muschelkalk und Buntsandstein. Die zum Mittleren – und Unteren Buntsandstein gehörenden Lagen zeigen Farben von rot über grünlichgrau bis zu von Mangan gesprenkeltem bläulichschwarz. Nahe Rentorf  stehen – einmalig in Lippe – infolge der frühtertiären Gebirgsbildung vor etwa 50 Millionen Jahren die ältesten geologischen Formationen des Erdmittelalters an.

## Wanderwege
Über den Teimer verläuft der Runenweg, ein 74 Kilometer langer Fernwanderweg, der die ostwestfälische Stadt Porta Westfalica im Kreis Minden-Lübbecke mit der lippischen Gemeinde Schlangen im Süden verbindet.

## Naturschutzgebiet
An den Hängen des Teimers ist das gleichnamige, rund 71 Hektar große Naturschutzgebiet ausgewiesen. Schutzziele sind die Erhaltung und Optimierung eines artenreichen Buchenwaldes auf Muschelkalk sowie Erhaltung und Optimierung des angrenzenden Bachtales mit Auenwaldrest, Buchenwald durch Gehölzstrukturen reich gegliedertes Grünland.

## Hügelgräber
Innerhalb des Naturschutzgebiets liegen elf als Bodendenkmäler ausgewiesene bronzezeitliche Hügelgräber. Sie alle haben ein Durchmesser von etwa acht Metern, eine Höhe von bis zu einem Meter und wurden 1921 von Prähistoriker Leo Nebelsiek erkannt und auf die Zeit um 1700 vor der Zeitenwende datiert.